# The Dark Pictures Anthology: Little Hope
Little Hope (que se traduciria como Pequeña Esperanza) es el segundo capítulo de la saga antológica de videojuegos de terror titulada The Dark Pictures Anthology, cuyo objetivo es publicar un nuevo y terrorífico capítulo cada cierto lapso de tiempo con nuevos personajes, ambientaciones y géneros de terror. Muy similar a populares obras televisivas tales como Black Mirror y American Horror Story, con las que comparte la misma idea. Fue publicado por Bandai Namco Entertainment y desarrollado por Supermassive Games (padres de Until Dawn) con tal de ofrecer luz, justicia y reconocimiento a las antologías de terror, pero esta vez adaptadas al formato de los videojuegos. Su lanzamiento fue programado para PlayStation 4, Xbox One y Microsoft Windows. El juego se estrenó el 29 de octubre de 2020.

## Jugabilidad
• La Brújula Moral es el sistema de jugabilidad que acompañe a todos sus protagonistas durante los diferentes episodios de la antología. Su diseño consta de una aureola con una flecha en su base que apuntará hacia aquella decisión que el jugador deseé tomar en el momento adecuado y que constará de tres tipos de respuesta: una positiva, una negativa o ninguna de las dos anteriores.
• Es un juego rejugable con distintas ramas y/o posibilidades que concederán al jugador vivir una nueva experiencia cada vez que este empiece una nueva partida.
• Al igual que en Until Dawn, los personajes podrán hacerse con objetos característicos a forma de 'pistas'. En Until Dawn sus jóvenes protagonistas contaban con tótems que les mostraban acontecimientos importantes y críticos que sucederían en el futuro. Futuro que podía ser modificado con las acciones de los adolescentes. En The Dark Pictures sus personajes podrán encontrarse con cuadros que les mostrarán presagios sobre futuros eventos que acabarán con ellos en caso de tomar una decisión errónea. Uno de estos cuadros (envuelto en un marco dorado) será el responsable de mostrar un presagio relacionado con el siguiente capítulo de la antología (Little Hope, en este caso). También contaremos con objetos que cada personaje encontrará a lo largo de su terrorífica aventura.

## Argumento
Cuatro estudiantes universitarios y su profesor irán a Little Hope y se encontrarán aislados en el área. Como lo indica el nombre de la propia ciudad, no hay mucha esperanza, ya que todos estarán inmersos en una espiral de pesadillas con visiones de las que tendrán que escapar. No será fácil, ya que la niebla apenas revelará las figuras que tienen frente a sus narices. A medida que el grupo de estudiantes conozca el pueblo, descubrirán las respuestas a todas las preguntas que se han planteado en la cabeza, el origen del mal y una verdad incómoda: que todo lo que sucede está relacionado con ellos.

## Reparto
- Will Poulter como Andrew, Anthony Clarke.
- Ellen David como Angela & Anne Clarke.
- Kyle Bailey como Daniel & Dennis Clarke.
- Caitlyn Sponheimer como Taylor & Tanya Clarke.
- Alex Ivanovici como John & James Clarke.
- Skye Burkett como Megan Clarke & Mary.
- David Smith como Reverendo Carver.
- Pip Torrens como El Conservador: Es el Dios y el nexo de esta antología. El responsable de registrar todo aquello que acontece a medida que avanza la trama. A veces, se le puede persuadir para facilitar más la experiencia de la historia que escribe en su gran libro, basada en las aventuras del jugador. Nos acompañará a lo largo de la antología con los diferentes capítulos que la complementan.

## Capítulos
1 - The Dark Pictures: Man of Medan.
2 - The Dark Pictures: Little Hope.
3 - The Dark Pictures: House of Ashes
4 - The Dark Pictures: The Devil in Me
5 - The Dark Pictures: (Craven Man)
6 - The Dark Pictures: (O Death)
7 - The Dark Pictures: (Intercession)
8 - The Dark Pictures: (Winter Fold)